# Fate/unlimited codes
Fate/unlimited codes — файтингова гра, ідея — Cavia, розробник — Eighting, видана Capcom. Заснована на візуальній новелі Fate/stay night. Більшість персонажів у грі взяті з Fate/stay night, деякі — з Fate/Zero і Fate/hollow Ataraxia.

## Сюжет
Гра заснована на подіях Fate/stay night, історія розповідається від особи обраного персонажа.

## Персонажі

### Fate/stay night
- Емія Шіро
- Сейбер
- Тосака Рін
- Мато Сакура
- Арчер
- Райдер
- Кастер
- Ассасин
- Берсеркер
- Лансер
- Котоміне Кірей
- Гільгамеш
- Темна Сейбер
- Лейсрітт (ексклюзивний персонаж для PS2 і PSP)
- Іліясвіль фон Айнцберн (тільки в міні-грі)

### Fate/hollow ataraxia
- Базетт Фрага МакРемітц (ексклюзивний персонаж для PS2 і PSP)
- Лувіягеліта Едельфельт

### Fate/Zero
- Зеро Лансер (ексклюзивний персонаж для PS2 і PSP)

### Нові
- Сейбер Лілі

## Розробка
Fate/unlimited codes являє собою файтинг, придуманий Cavia, розроблений Eighting і випущений Capcom. Гра працює на рушії RenderWare.

### Дата випуску
У Японії гра випущена: для аркад — 11 червня 2008, для PlayStation 2 — 18 грудня 2008.
Також вона випущена для PlayStation Portable з можливістю купівлі та завантаження через PlayStation Store: у Японії — 18 червня 2009, у Північній Америці — 3 вересня 2009 і в Європі — 10 вересня 2009.
30 травня 2012 повідомлено, що, у зв'язку з тим, що час ліцензії минув, Capcom США припинить продаж гри через PlayStation Store у цьому регіоні 12 червня 2012-го.